# Stagno dell'Isuledda
Lo stagno dell'Isuledda è una zona umida situata in prossimità della costa nord-orientale della Sardegna.
Appartiene amministrativamente al comune di San Teodoro.